# Giampietro Campana

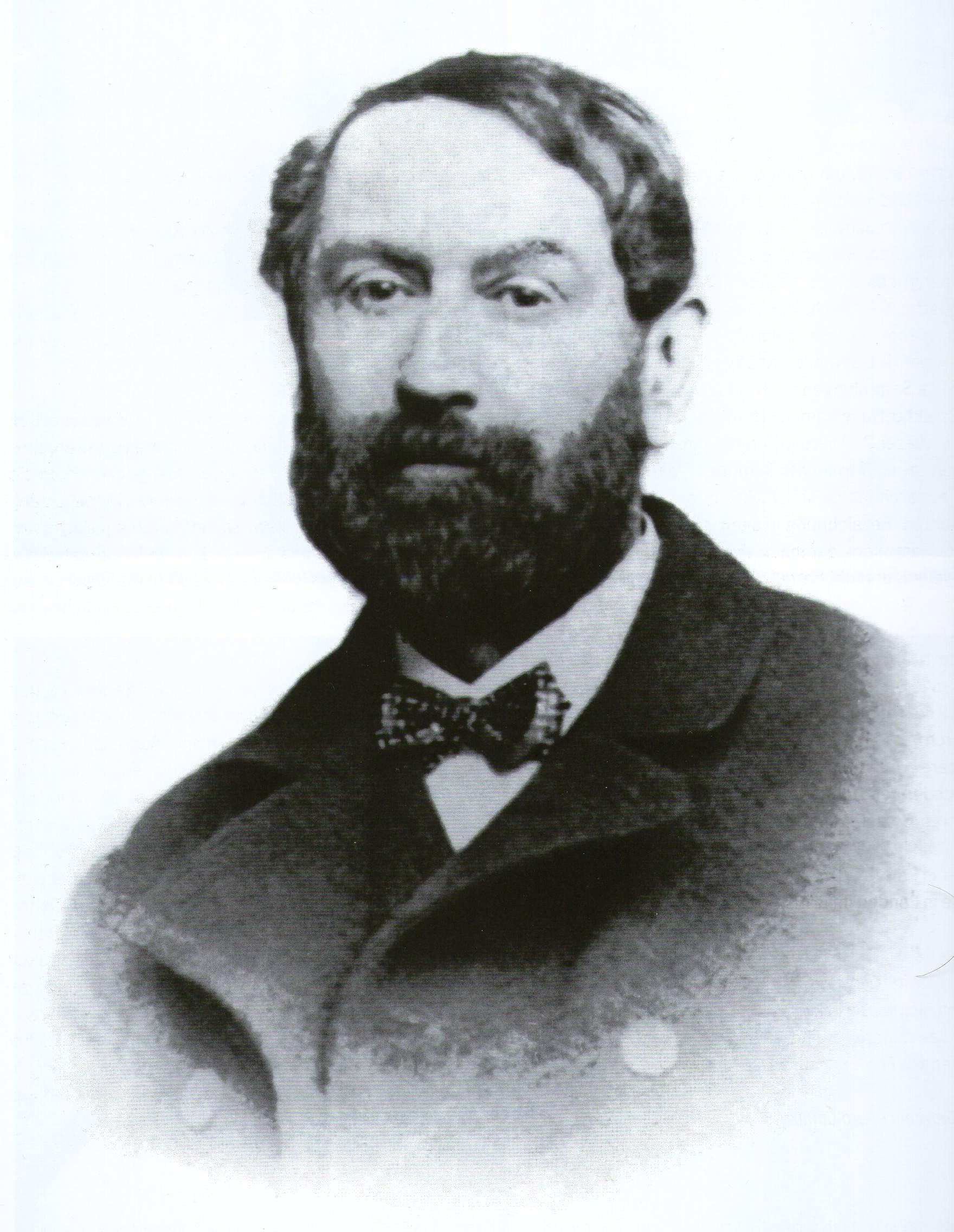
Foto von Giampietro Campana (vor 1857/58)

Giampietro Campana (Giovanni Pietro Campana, * 1808 in Rom; † 10. Oktober 1880 ebenda, seit 1849 Marquis de Cavelli) war ein italienischer Unternehmer und Kunstsammler. Sein zum Teil auf unredliche Weise zustandegebrachtes Vermögen und seine Sammlung wurde nach seiner Inhaftierung und Verurteilung eingezogen und verkauft. Einen großen Teil davon erwarb der französische Staat im Jahr 1861.

## Zustandekommen der Sammlung
Giampietro Campana stammte aus einer begüterten bürgerlichen Familie, er besaß unter anderem großen Landbesitz und Marmorsteinbrüche. Er war Direktor der staatlichen Pfandleihanstalt Monte di Pietà in Rom und erwarb als solcher ein beträchtliches Vermögen. Er begeisterte sich für die Archäologie und baute über einen Zeitraum von etwa 25 Jahren eine bedeutende Sammlung antiker Fundstücke auf. Er finanzierte auch selbst Ausgrabungen, vor allem bei Cerveteri, dem antiken Caere, etruskisch Caisra. Campana sammelte auch italienische Kunst des Spätmittelalters und der Renaissance. Am 28. November 1857 wurde Campana verhaftet und nach einem aufsehenerregenden Prozess im Juli 1858 wegen Amtsmissbrauch und Unterschlagung zu 20 Jahren Haft verurteilt. Seine Sammlung wurde vom Kirchenstaat konfisziert und in der Folge verkauft. Um seine Ankäufe zu finanzieren, hatte Campana Mittel der Institution, der er vorstand, in Anspruch genommen.

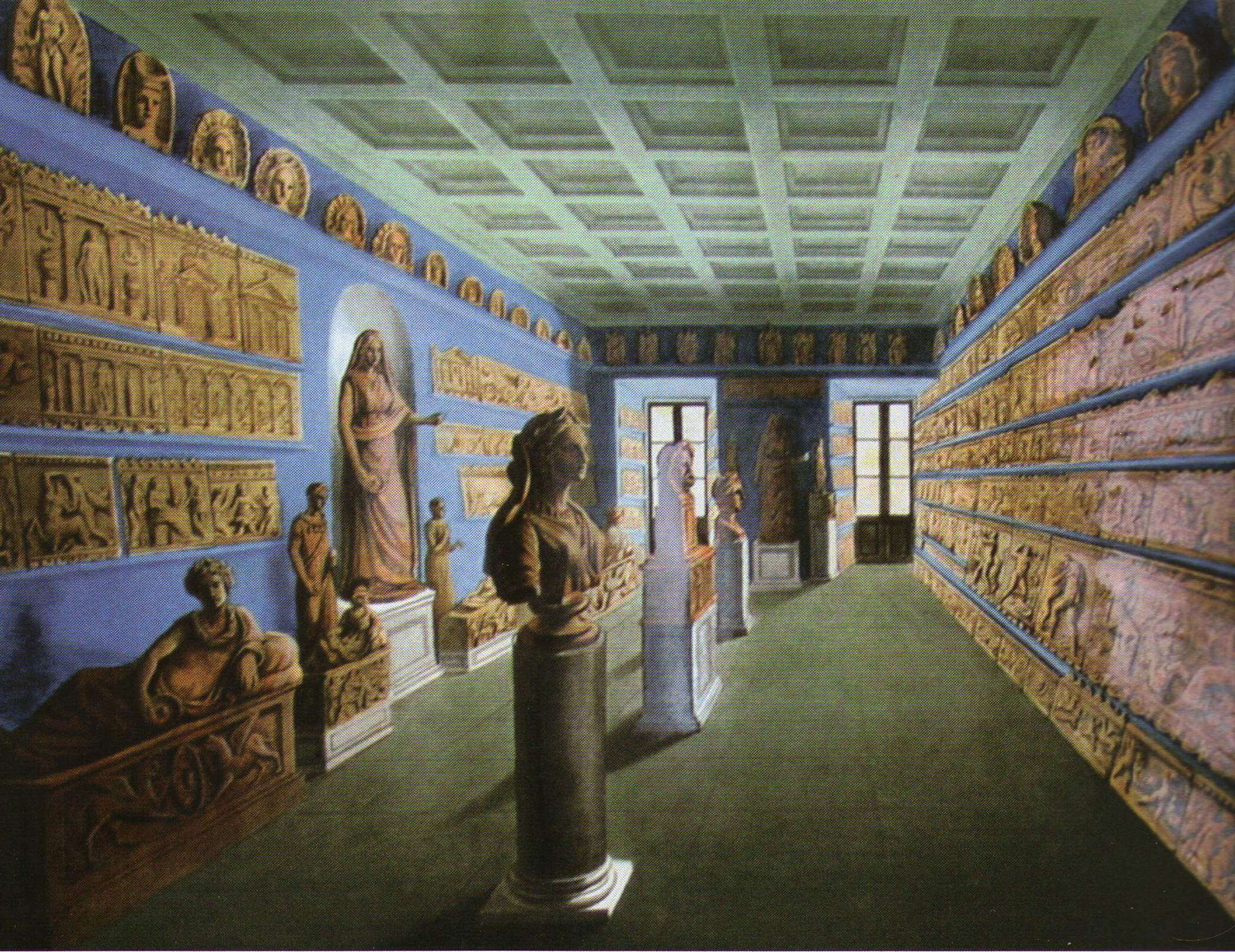
Blick in die Aufstellung der Sammlung Campanas aus der 2. Auflage seines Buches Antiche opere in plastica, 1851.

## Schicksal der Sammlung
Beim Verkauf von 1861 gingen größere Bestände nach Großbritannien und Russland, der Großteil aber wurde auf persönliche Intervention von Napoleon III. von Frankreich erworben. Der Kaiser setzte sich auch erfolgreich für eine Umwandlung der Haftstrafe Campanas in eine Verbannung ein. Für die damals sehr bedeutende Summe von 4,8 Millionen Francs erwarb Frankreich 11.835 Kunstobjekte, darunter 646 Gemälde. Die Sammlung wurde zunächst mit großem Erfolg als Musée Napoléon III ab dem 1. Mai 1862 im ehemaligen Industriepalast der Weltausstellung Paris 1855 präsentiert. Es war auch zunächst daran gedacht, die erworbene Sammlung Campana zum Grundstock eines neuen permanenten Museums nach Art des Kensington Museums in London zu machen. Es gelang jedoch dem Louvre, sich die wertvollsten Teile der Bestände zu sichern, der Rest wurde über die französischen Provinzmuseen verstreut, wobei es zur Trennung von Pendants und teilweise zur Aufteilung von Polyptychen kam. Größere Teile dieser zerstreuten Sammlungsteile altitalienischer Malerei konnten ab den 1970er-Jahren im Musée du Petit Palais in Avignon zusammengeführt werden. Die Bestände griechischer und etruskischer Keramik des Louvre stammen hauptsächlich aus der Sammlung Campana.

## Sonstiges
Nach Giampietro Campana sind die sogenannten Campanareliefs und die von ihm 1843 entdeckte etruskische Grabanlage Tomba Campana bei Formello benannt. Im 20. Jahrhundert stellte sich heraus, dass das angeblich von ihm entdeckte und nach ihm benannte Grab bereits Jahrzehnte vorher vermessen worden war und die dort gefundenen zahlreichen Grabbeigaben ursprünglich aus anderen von Campana geleiteten Grabungen stammten.